# All For One Caribbean 2015
All For One Caribbean 2015 was de derde editie van het liedjesfestival. Het werd voor de derde maal georganiseerd in de Martinikaanse hoofdstad Fort-de-France en voor de tweede maal in het Atrium.

## Deelnemende landen
Er namen tien landen deel aan het festival. Guyana trad voor de eerste maal aan op het festival. Saint Lucia keerde dan weer terug na een jaartje afwezigheid. Barbados, Jamaica en Trinidad en Tobago daarentegen trokken zich terug van het festival.

## Format
Alle landen waren verplicht één artiest in te zenden die elk twee liedjes moest zingen. Elk land had ook een jurylid die de andere landen moest quoteren met een score op 100 punten.

## Jury
Olga Valiente
 Ophelia (Dominicaanse zangeres)|Ophelia
 Rosaly Rubio
 Joëlle Ursull
 Roland Loe-Mie
 Kevin Jacques
 Jocelyne Béroard
 Sarah Durand
 Shazi Chalon
 Dawson Lewis

## Deelnemers
| Plaats | Land                           | Artiest          | Punten |
| ------ | ------------------------------ | ---------------- | ------ |
| 1      | Martinique                     | Maleïka Pennont  | 1309   |
| 2      | Haïti                          | Samantha Normil  | 1275   |
| 3      | Saint Vincent en de Grenadines | Danielle Veira   | 1241   |
| 4      | Cuba                           | Andy Rubal       | 1200   |
| 5      | Guadeloupe                     | Leedyah Barlagne | 1156   |
| 6      | Guyana                         | Héony Calumey    | 1156   |
| 7      | Saint Lucia                    | Sedale Simei     | 1134   |
| -      | Dominica                       | Shalina Samuel   | -      |
| -      | Dominicaanse Republiek         | Yudelka Marie    | -      |
| -      | Montserrat                     | Prince Romeo     | -      |

## Wijzigingen

### Debuterende landen
- Guyana

### Terugkerende landen
- Saint Lucia

### Terugtrekkende landen
- Barbados
- Jamaica
- Trinidad en Tobago